# Maria Sanudo
Maria Sanudo (zm. 1426) – władczyni Andros w latach 1372-1383, władczyni Paros w latach 1389-1426, właścicielka jednej trzeciej wyspy Negroponte (Eubea) w latach 1383-1426. 
Była córką Florencji Sanudo, weneckiej władczyni Księstwa Naksos. W grudniu 1371 Maria otrzymała od rodziny wyspę Andros, drugą co do wielkości wyspę Księstwa Naksos. W 1383 otrzymała 1/3 wyspy Negroponte jako dziedzictwo. W 1383 został zamordowany ostatni władca Naksos z dynastii Sanudo Niccolò III dalle Carceri. Władzę przejął tam Francesco I Crispo. Doprowadził on do małżeństwa swojej córki Marii z Pietro Zeno, który został władcą Andros. Maria otrzymała wtedy jako odszkodowanie wyspę Paros. 